# 蝙蝠女孩 (電影)
《蝙蝠女孩》（英語：Batgirl）是一部取消上映的美國超級英雄電影，以DC漫畫的同名角色為主角，由華納兄弟影片發行。影片是DC擴展宇宙的作品之一。電影由阿迪爾·艾爾·阿比和畢拉爾·法拉執導，克莉絲汀·哈德森編劇。萊斯里·葛莉絲領銜出演標題角色「蝙蝠女孩」芭芭拉·高登，主演還包括J·K·西蒙斯、布蘭登·費雪和麥可·基頓。
2017年3月，華納聘請喬斯·溫登開發以「蝙蝠女孩」芭芭拉·高登為主角的電影。一年之後，喬斯·溫登離開該項目。2018年4月，克莉絲汀·哈德森確定為電影執筆劇本。2021年5月，華納宣布電影於HBO Max首播，阿迪爾·艾爾·阿比和畢拉爾·法拉擔當導演。2021年7月，萊斯里·葛莉絲確定出演標題角色「蝙蝠女孩」芭芭拉·高登。主體拍攝於2021年11月在英國蘇格蘭格拉斯哥開機。
2022年8月，华纳宣布HBO Max取消发行《蝙蝠女孩》。

## 演員
| 演員          | 角色                  | 備註 |
| ------------- | --------------------- | --- |
| 萊斯里·葛莉絲 | 芭芭拉·高登／蝙蝠女孩 | 高譚市的義警，警察局長詹姆斯·高登的女兒。 |
| J·K·西蒙斯    | 詹姆斯·高登           | 高譚市的警察局長，芭芭拉的父親，亦是蝙蝠俠最信任的盟友之一。西蒙斯此前在2017年電影《正義聯盟》和2021年電影《查克·史奈德之正義聯盟》中出演該角色。                                                                 |
| 布蘭登·費雪   | 加菲爾德·林斯／螢火蟲 | 反社會的縱火犯。 |
| 麥可·基頓     | 布魯斯·韋恩／蝙蝠俠   | 高譚市的慈善家、億萬富翁，韋恩企業現任繼承人。為保護高譚市免受不法分子的危害，韋恩偽裝成蒙面義警蝙蝠俠打擊犯罪。麥可·基頓在1989年電影《蝙蝠俠》、1992年電影《蝙蝠俠大顯神威》和2023年電影《閃電俠》中出演該角色。 |

雅各布·西皮奧在片中飾演安東尼·布雷西（Anthony Bressi）。

## 製作

### 開發
2016年5月，報導稱DC漫畫角色「蝙蝠女孩」芭芭拉·高登有望與瑪格·羅比飾演的哈莉·奎茵等角色一起出現於一部女性超級英雄群像電影之中，該項目此後被製作成2020年電影《猛禽小隊：小丑女大解放》。由於華納兄弟影片當時計劃開發以「蝙蝠女孩」芭芭拉·高登為主角的獨立電影，她最終未能出現於《猛禽小隊：小丑女大解放》之中。2017年3月，華納聘請喬斯·溫登開發以「蝙蝠女孩」芭芭拉·高登為主角的電影，溫登擔當導演、編劇和製片人。溫登原計劃於2018年開機拍攝。同月，《娛樂週刊》報導稱影片將參考新52的相關設定。4月，溫登表示，蝙蝠女孩是個守法者，沒有像蝙蝠俠那樣的童年悲劇，影片主要探討角色自身的「缺陷」。2018年2月22日，溫登退出製作該項目，表示自己「想不出一個好的故事」。華納和DC影業總裁華特·濱田當時計劃聘請女性導演接替溫登執導影片。
2018年4月，由於華納滿意克莉絲汀·哈德森所創作的2020年電影《猛禽小隊：小丑女大解放》的劇本，繼續聘請克莉絲汀·哈德森擔當《蝙蝠女孩》的編劇。華納積極尋求女導演替代喬斯·溫登執導影片。2019年11月，克莉絲汀·哈德森被聘為2022年電影《閃電俠》的編劇，她將在創作完成《閃電俠》的劇本之後，動筆為《蝙蝠女孩》撰寫劇本。2020年12月，DC影業總裁華特·濱田稱影片可能移至HBO Max上映。2021年4月，《好萊塢報導》稱影片計劃於2022年或2023年上映。5月，阿迪爾·艾爾·阿比和畢拉爾·法拉確定擔當導演，克里斯汀·伯爾擔當製片人，她稱影片將展現不同於此前DC電影中的高譚市，影片確定於HBO Max上映。

### 前期製作
2021年7月19日，DC影業開始對女主角「蝙蝠女孩」芭芭拉·高登進行選角，包括伊莎貝拉·莫娜、柔伊·德區、萊斯里·葛莉絲和海莉·盧·理查森在內的演員成為該角色的潛在演員人選。理查森和葛莉絲有望出演該角色。理查森可能在試鏡開始前退出競爭，葛莉絲於2021年7月21日正式確定出演該角色。2021年7月29日，J·K·西蒙斯與華納進入商談階段，有望回歸出演詹姆斯·高登，西蒙斯此前在2017年電影《正義聯盟》和2021年電影《查克·史奈德之正義聯盟》中出演該角色。2021年8月24日，導演阿迪爾·艾爾·阿比和畢拉爾·法拉到達英國蘇格蘭的格拉斯哥，影片計劃於2021年11月開機拍攝。兩名導演和製作設計師克里斯托弗·格拉斯（Christopher Glass）開始在當地尋找外景場地。2022年電影《蝙蝠俠》和《閃電俠》均曾在格拉斯哥取景拍攝。
2021年10月，J·K·西蒙斯確定回歸出演詹姆斯·高登。雅各布·西皮奧確定參演影片。布蘭登·費雪確定出演反派角色螢火蟲。該角色原定由席維斯·史特龍出演，史特龍此前在2021年電影《自殺突擊隊：集結》中為鯊魚王配音。導演阿迪爾·艾爾·阿比和畢拉爾·法拉透露蝙蝠俠確定出現於影片之中，但仍未確定班·艾佛列克是否回歸出演該角色。2021年12月，麥可·基頓確定出演主要角色，《好萊塢報導》和《綜藝》隨後證實麥可·基頓確定出演「蝙蝠俠」布魯斯·韋恩，他此前在1989年電影《蝙蝠俠》、1992年電影《蝙蝠俠大顯神威》和2022年電影《閃電俠》中出演該角色。

### 拍攝
主體拍攝於2021年11月30日在英國蘇格蘭格拉斯哥開機。約翰·馬錫森擔當攝影指導。拍攝時的工作標題為「櫻桃山」（Cherry Hill）。J·K·西蒙斯於2022年1月前往格拉斯哥拍攝與自己相關的戲份。

## 音樂
2021年9月，娜塔莉·霍爾特確定為影片作曲。

## 市場營銷
2021年10月，導演阿迪爾·艾爾·阿比和畢拉爾·法拉、編劇克莉絲汀·哈德森以及主演萊斯里·葛莉絲參加線上漫展DC粉絲圓頂宣傳影片，討論影片製作的前期準備工作，並展示先行概念海報。

## 取消發行
《蝙蝠女孩》於2022年8月取消上映。

## 資料來源
1. 1 2  Gonzalez, Umberto. . TheWrap. 2022-08-02  [2022-08-02]. （原始内容存档于2022-08-02）.
2. ↑  Kit, Borys. . The Hollywood Reporter. 2018-02-22  [2021-11-16]. （原始内容存档于2018-04-13） （美国英语）.
3. 1 2 3  Kroll, Justin. . Deadline Hollywood. 2021-07-19  [2021-07-19]. （原始内容存档于2021-07-19） （美国英语）.
4. 1 2  Couch, Aaron; Kit, Borys. . The Hollywood Reporter. 2021-07-21  [2021-07-21]. （原始内容存档于2021-10-19） （美国英语）.
5. 1 2 3  Couch, Aaron. . The Hollywood Reporter. 2021-10-16  [2021-10-16]. （原始内容存档于2021-10-16） （美国英语）.
6. 1 2  Rubin, Rebecca. . Variety. 2021-10-25  [2021-10-25]. （原始内容存档于2021-11-09） （美国英语）.
7. 1 2  Couch, Aaron; Kit, Borys. . The Hollywood Reporter. 2021-12-22  [2021-12-23]. （原始内容存档于2021-12-22） （美国英语）.
8. 1 2  Rubin, Rebecca. . Variety. 2021-12-22  [2021-12-23]. （原始内容存档于2022-03-14） （美国英语）.
9. 1 2  Grace, Leslie [@lesliegrace].  (推文). 2021-12-22  [2021-12-23] –Twitter （美国英语）.
10. 1 2  Kroll, Justin. . Deadline Hollywood. 2021-10-18  [2021-10-18]. （原始内容存档于2021-10-18） （美国英语）.
11. ↑  Kit, Borys. . The Hollywood Reporter. 2016-05-16  [2018-06-17]. （原始内容存档于2016-05-17） （美国英语）.
12. ↑  Brail, Nathaniel. . Heroic Hollywood. 2019-12-09  [2021-05-22]. （原始内容存档于2020-06-06） （美国英语）.
13. ↑  McNary, Dave. . Variety. 2017-03-30  [2017-03-30]. （原始内容存档于2017-03-30） （美国英语）.
14. ↑  . YouTube. 2017-07-21  [2019-09-22]. （原始内容存档于2022-01-22） （美国英语）.
15. ↑  Breznican, Anthony. . Entertainment Weekly. 2017-03-30  [2017-03-30]. （原始内容存档于2017-03-31） （美国英语）.
16. ↑  Galuppo, Mia; Couch, Aaron. . The Hollywood Reporter. 2017-04-20  [2017-05-06]. （原始内容存档于2017-05-11） （美国英语）.
17. ↑  Kit, Borys. . The Hollywood Reporter. 2018-02-22  [2018-04-04]. （原始内容存档于2018-04-13） （美国英语）.
18. ↑  Sneider, Jeff. . The Tracking Board. 2018-02-22  [2021-05-22]. （原始内容存档于2018-02-22） （美国英语）.
19. ↑  Kit, Borys. . The Hollywood Reporter. 2018-04-09  [2018-04-09]. （原始内容存档于2018-04-26） （美国英语）.
20. ↑  Mithaiwala, Mansoor. . Screen Rant. 2018-02-22  [2018-03-13]. （原始内容存档于2018-02-23） （美国英语）.
21. ↑  Lang, Brent; Kroll, Justin. . Variety. 2019-11-26  [2019-11-26]. （原始内容存档于2020-05-13） （美国英语）.
22. ↑  Brooks, Barnes. . The New York Times. 2020-12-27  [2020-12-29]. （原始内容存档于2020-12-28） （美国英语）.
23. ↑  Kit, Borys. . The Hollywood Reporter. 2021-04-01  [2021-04-02]. （原始内容存档于2021-04-02） （美国英语）.
24. ↑  Kit, Borys. . The Hollywood Reporter. 2021-05-19  [2021-05-19]. （原始内容存档于2021-05-19） （美国英语）.
25. ↑  Gonzalez, Umberto. . TheWrap. 2021-07-19  [2021-07-19]. （原始内容存档于2021-07-19） （美国英语）.
26. ↑  Kit, Borys; Galuppo, Mia. . The Hollywood Reporter. 2021-07-29  [2021-07-29]. （原始内容存档于2021-07-29） （美国英语）.
27. 1 2  Williams, Craig. . Glasgow Live. 2021-08-26  [2021-08-30]. （原始内容存档于2021-08-26） （美国英语）.
28. 1 2  Adams, Sophie. . Glasgow Times. 2021-08-26  [2021-08-30]. （原始内容存档于2021-08-26） （美国英语）.
29. ↑  Kroll, Justin. . Deadline Hollywood. 2021-10-25  [2021-10-25]. （原始内容存档于2021-10-25） （美国英语）.
30. ↑  Kit, Borys [@Borys_Kit].  (推文). 2021-10-26  [2021-12-02] –Twitter （美国英语）.
31. ↑  Peters, Jay. . The Verge. 2021-03-26  [2021-03-27]. （原始内容存档于2021-03-27） （美国英语）.
32. ↑  Van Gils, Lieven. . VRT NWS. 2021-10-14  [2021-10-15]. （原始内容存档于2021-10-15） （美国英语）.
33. ↑  Klein, Brennan. . ScreenRant. 2021-12-22  [2021-11-30]. （原始内容存档于2021-12-25） （美国英语）.
34. ↑  Treese, Tyler. . ComingSoon.net. 2021-11-30  [2021-11-30]. （原始内容存档于2021-11-30） （美国英语）.
35. ↑  Anderson, Jenna. . Comicbook.com. 2021-11-15  [2021-11-16]. （原始内容存档于2021-11-15） （美国英语）.
36. ↑  . Production Weekly. 2021-10-20  [2021-10-20]. （原始内容存档于2021-10-20） （美国英语）.
37. ↑  Ferguson, Laura. . Glasgow Live. 2021-11-25  [2021-11-30]. （原始内容存档于2021-11-30） （美国英语）.
38. ↑  Oddo, Marco Vito. . Collider. 2021-09-23  [2021-09-25]. （原始内容存档于2021-09-23） （美国英语）.
39. ↑  Fleming, Ryan. . Deadline Hollywood. 2021-10-16  [2021-10-17]. （原始内容存档于2021-10-16） （美国英语）.

## 外部連結
- 互联网电影数据库（IMDb）上《蝙蝠女孩》的资料（英文）